# 1987年太平洋颱風季
| 太平洋颱風季             |
| 主題頁 - 專題 - 編輯指南 |

1987年太平洋颱風季泛指在1987年全年內的任何時間，於赤道以北及國際換日線以西的太平洋水域，以及南中國海所產生的熱帶氣旋。雖然有關方面並沒有設下本颱風季的指定期限，但大部份於西北太平洋的熱帶氣旋通常都會於五月至十二月期間形成。。
本條目的範圍僅侷限於赤道以北及國際換日線以西的太平洋及南海的水域。於赤道以北及國際換日線以東的太平洋水域產生的風暴則被稱為颶風，並被列入1987太平洋風季。
以下各熱帶氣旋資訊以熱帶氣旋存在期間的最強形態為準。

## 已被國際命名的熱帶氣旋

### 颱風奧潔 (Orchid)
PAGASA: Auring

### 熱帶風暴露芺 (Ruth)
英屬香港
當地懸掛最高風球信號： 一號戒備信號
天文台在6月18日下午3時45分懸掛一號戒備信號，當時露芺集結在香港以南約260公里。香港普遍受清勁偏東風影響，風勢有時疾勁，離岸吹強風。露芺在下午11時最接近香港，於香港西南偏南220公里左右掠過。天文台在6月19日上午4時左右錄得最低瞬時海平面氣壓1002.0百帕斯卡。露芺在6月19日早上登陸廣東西部，香港轉吹東南風，風力開始緩和。天文台在早上11時15分除下一號戒備信號。

6月18日，香港天氣多雲，下午及晚間驟雨增多；不穩定天氣持續至6月19日，當日間中有狂風大驟雨；6月20日天氣稍為好轉，當日有零散驟雨。6月21日及22日大致天晴，唯局部地區有驟雨。

### 颱風斯佩里 (Sperry)
PAGASA: Bebeng

### 颱風黛瑪 (Thelma)
PAGASA: Katring

### 強烈熱帶風暴維農 (Vernon)
PAGASA: Diding
維農於菲律賓呂宋島東方海面形成後以北北西方向行進，經台灣東部海面後，於21日下午登陸台灣東北角陸地後，進入東海遠離。

### 颱風雲茵 (Wynne)
PAGASA: Gening

### 颱風雅歷士 (Alex)
PAGASA: Etang
雅歷士於菲律賓呂宋島東方海面形成後以西北方向行進，至台灣恆春東南方海面200公里處，轉向北北西移動，於27日6時左右，在台灣宜蘭縣頭城鎮附近登陸，由基隆附近出海，從浙江南部二次登陸。

### 颱風比蒂 (Betty)
PAGASA: Herming
 英屬香港
當地懸掛最高風球信號： 一號戒備信號
天文台在8月14日下午2時45分懸掛一號戒備信號， 當時比蒂集結於香港以南約750公里。信號在翌日中午除下，當時比蒂集結於香港之西南約760公里。比蒂在8月14日下午5時左右最接近香港，當時位於香港以南約740公里。天文台總部於晚上6時左右錄得最低瞬時海平面氣壓1006.1百帕斯卡。香港吹和緩偏東風，風勢疾勁，離岸風勢清勁。8月14日初時天晴，稍後轉為多雲，有零散驟雨。8月15日仍然有驟雨。

### 颱風卡里 (Cary)
PAGASA: Ising
 英屬香港
當地懸掛最高風球信號： 一號戒備信號
天文台在8月19日晚上11時正懸掛一號戒備信號， 當時卡里集結於香港之東南偏東約770公里。信號在8月21日中午除下，當時颱風集結於香港之西南偏南約700公里。天文台總部於8月21日清晨5時正錄 得最低瞬時海平面氣壓1004.8百帕斯卡。卡里於同日晚上9時左右最接近香港，當時位於香港之西南約670公里。在戒備信號懸掛期間，初時吹輕微至和緩 偏東風，稍後風勢清勁有時疾勁。8月19日天晴炎熱。翌日轉為多雲，有零散驟雨及雷暴。8月21日仍然多雲，只有局部地區性驟雨。

### 颱風戴娜 (Dinah)
PAGASA: Luding

### 颱風杰拉爾 (Gerald)
PAGASA: Neneng
杰拉爾於菲律賓呂宋島東方海面形成後以西北轉北北西方向行進，經台灣西南部近海，從金門東方登陸福建省，台灣南部及東部有災情，其中尤以屏東縣最為嚴重。

### 颱風凱利 (Kelly)
PAGASA: Oniang

### 颱風林茵 (Lynn)
PAGASA: Pepang

### 熱帶風暴莫里 (Maury)
PAGASA: Rosing

### 颱風蓮娜 (Nina)
PAGASA: Sisang
這個颱風在11月25號以5級颱風的強度的登陸菲律賓後進入南中國海,並恢復3級颱風的強度.不過,它在在南中國海北部遇上當時最強烈的西伯利亞寒流（北風潮），使香港的氣溫由攝氏26度急速下降至8度，創下香港氣候觀測史上最大的24小時降溫紀錄, 同時,蓮娜很快減弱並轉南移動,在兩天後消散.

### 颱風菲利斯 (Phyllis)
PAGASA: Trining

## 未被國際命名的熱帶氣旋
除了被聯合颱風警報中心命名的熱帶氣旋外，還有一些沒被命名的熱帶低氣壓。

## 熱帶氣旋名單
| - Andy - Brenda - Cecil - Dot - Ellis - Faye - Gordon - Hope - Irving - Judy - Ken - Lola - Mac - Nancy - Owen - Peggy - Roger - Sarah - Tip - Vera - Wayne | - Abby - Ben - Carmen - Dom - Ellen - Forrest - Georgia - Herbert - Ida - Joe - Kim - Lex - Marge - Norris - Orchid 1W - Percy 2W - Ruth 3W - Sperry 4W - Thelma 5W - Vernon 6W - Wynne 7W | - Alex 8W - Betty 9W - Cary 10W - Dinah 11W - Ed 12W - Freda 13W - Gerald 14W - Holly 15W - Ian 16W - June 18W - Kelly 19W - Lynn 20W - Maury 21W - Nina 22W - Ogden 23W - Phyllis 24W - Roy - Susan - Thad - Vanessa - Warren | - Agnes - Bill - Clara - Doyle - Elsie - Fabian - Gay - Hal - Irma - Jeff - Kit - Lee - Mamie - Nelson - Odessa - Pat - Ruby - Skip - Tess - Val - Winona |